# Gävle Galvan
Gävle Galvan är ett svenskt verkstadsindustriföretag som startades av Arne Sjöström i slutet av 1920-talet i  Gävle.
Sedan 2007 ingår Gävle Galvan i Saferoadkoncernen och har tre affärsområden:
- Gävle Galvan Varmförzinkning,
- Gävle Galvan Tryckkärl, med tillverkning av bland annat hydroforer och tryckluftkärl samt
- Gävle Galvan Stålkonstruktioner, som tillverkar stolpar, master och bryggor och andra legokonstruktioner.

Gävle Galvan lade ner verksamheten 2014.